# Ajijas Cotonou
Der Ajijas Cotonou ist ein Fußballverein aus Toffo, Benin. Er trägt seine Heimspiele im Stade de Toffo aus.
Der Verein spielt aktuell in der Benin Second Division. Sein größter Erfolg gelang ihm 1981 mit dem Gewinn der Benin Premier League. Es sollte bis heute der einzige nationale Titel sein. 1982 spielte der Klub im African Cup of Champions Clubs, wo er die zweite Spielrunde erreichen konnte.

## Erfolge
- Meister Benin Premier League (1): 1981

## Statistik in den CAF-Wettbewerben
| Wettbewerb                          | Runde         | Gegner             | Hinspiel | Rückspiel |  |
| ----------------------------------- | ------------- | ------------------ | -------- | --------- |  |
|                                     |               |                    |          |           |  |
| African Cup of Champions Clubs 1982 | Qualifikation | ASC Police         | 2:0 (A)  | 1:1 (H)   |  |
|                                     | 1. Runde      | Stella Club Adjamé | 1:3 (H)  | 1:3 (A)   |  |